# Axlekullstjärnet
Axlekullstjärnet är en sjö i Dals-Eds kommun i Dalsland och ingår i Örekilsälvens huvudavrinningsområde.